# 口大野村
口大野村（くちおおのむら）は、かつて京都府中郡にあった村。現在の京丹後市大宮町口大野にあたる。

## 地理
- 河川：竹野川

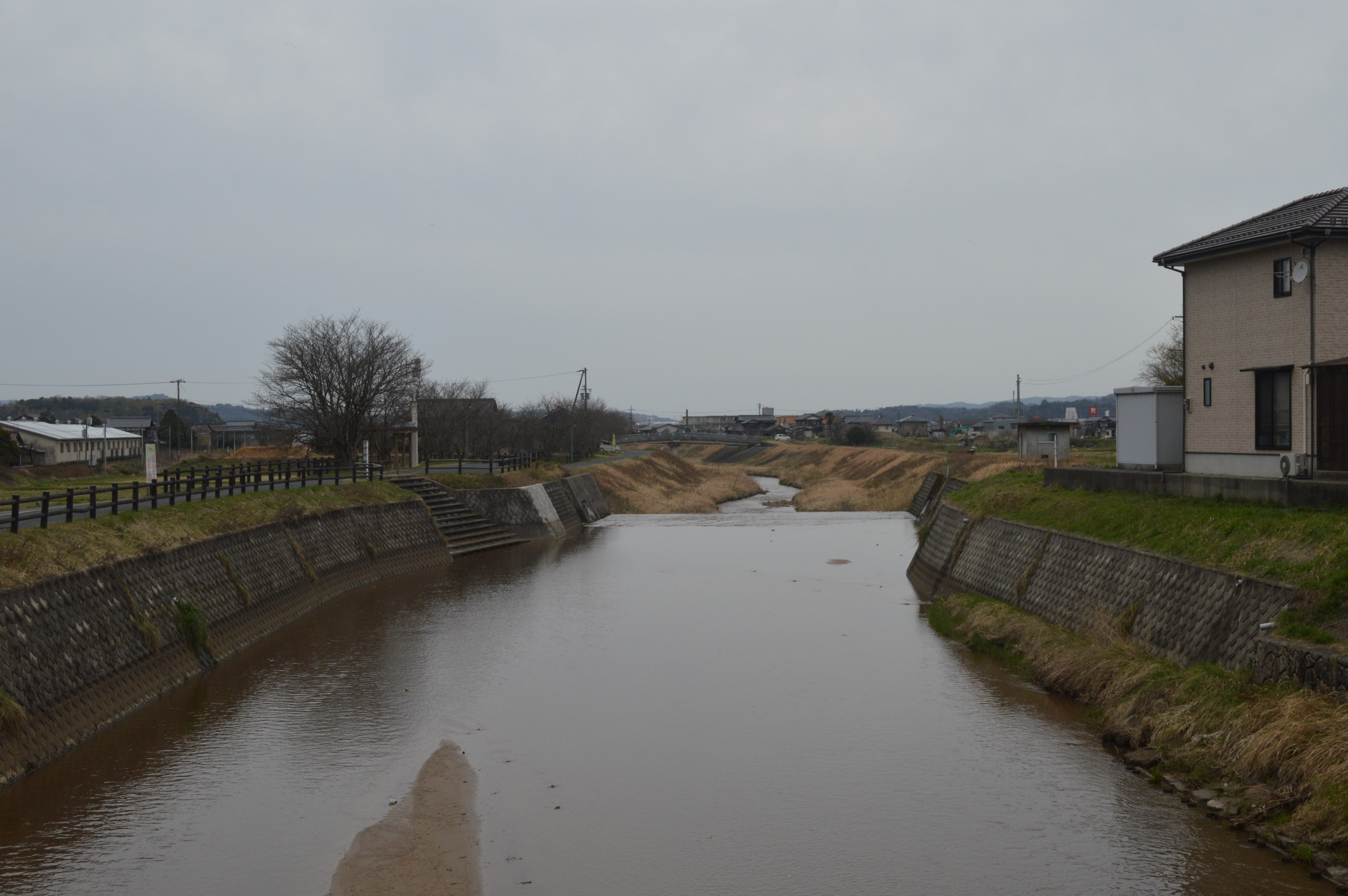
口大野を流れる竹野川

## 歴史
- 1892年（明治25年）3月5日 - 大野村が分割され、大字口大野の区域をもって中郡口大野村が発足。
- 1927年（昭和2年）3月7日 - 北丹後地震発生。時間が18時27分だったこともあり火災が発生。口大野村では約1/3の家屋が焼失した[1]。
- 1929年（昭和4年） - 洋風建築の口大野村役場が竣工。
- 1951年（昭和26年）4月1日 - 奥大野村・常吉村・三重村・周枳村・河辺村と合併して大宮町が発足。同日口大野村廃止。口大野村役場が大宮町役場に転用された。

## 交通

### 鉄道
- 日本国有鉄道宮津線
  - 口大野駅

## 名所・旧跡

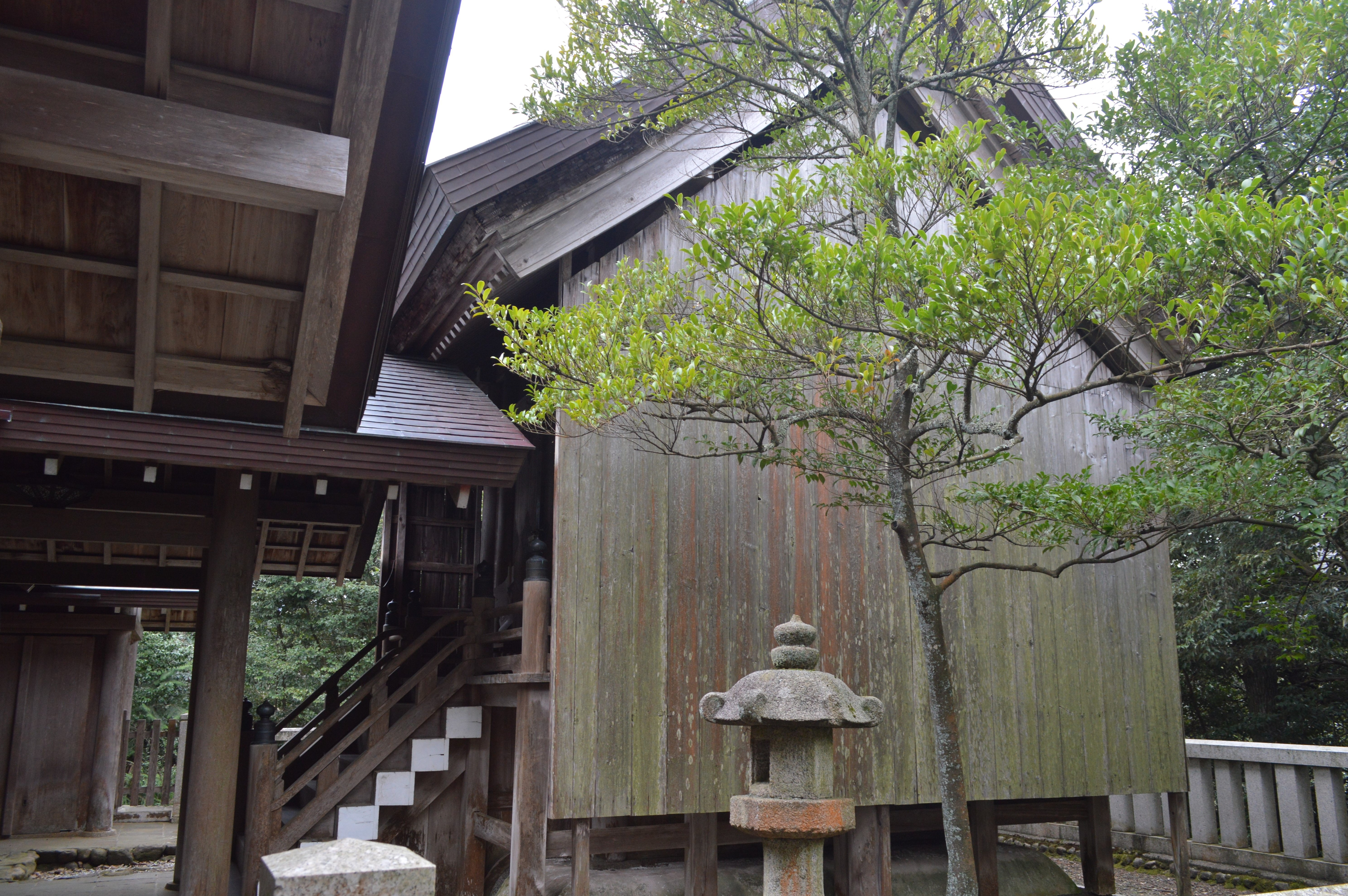
大野神社
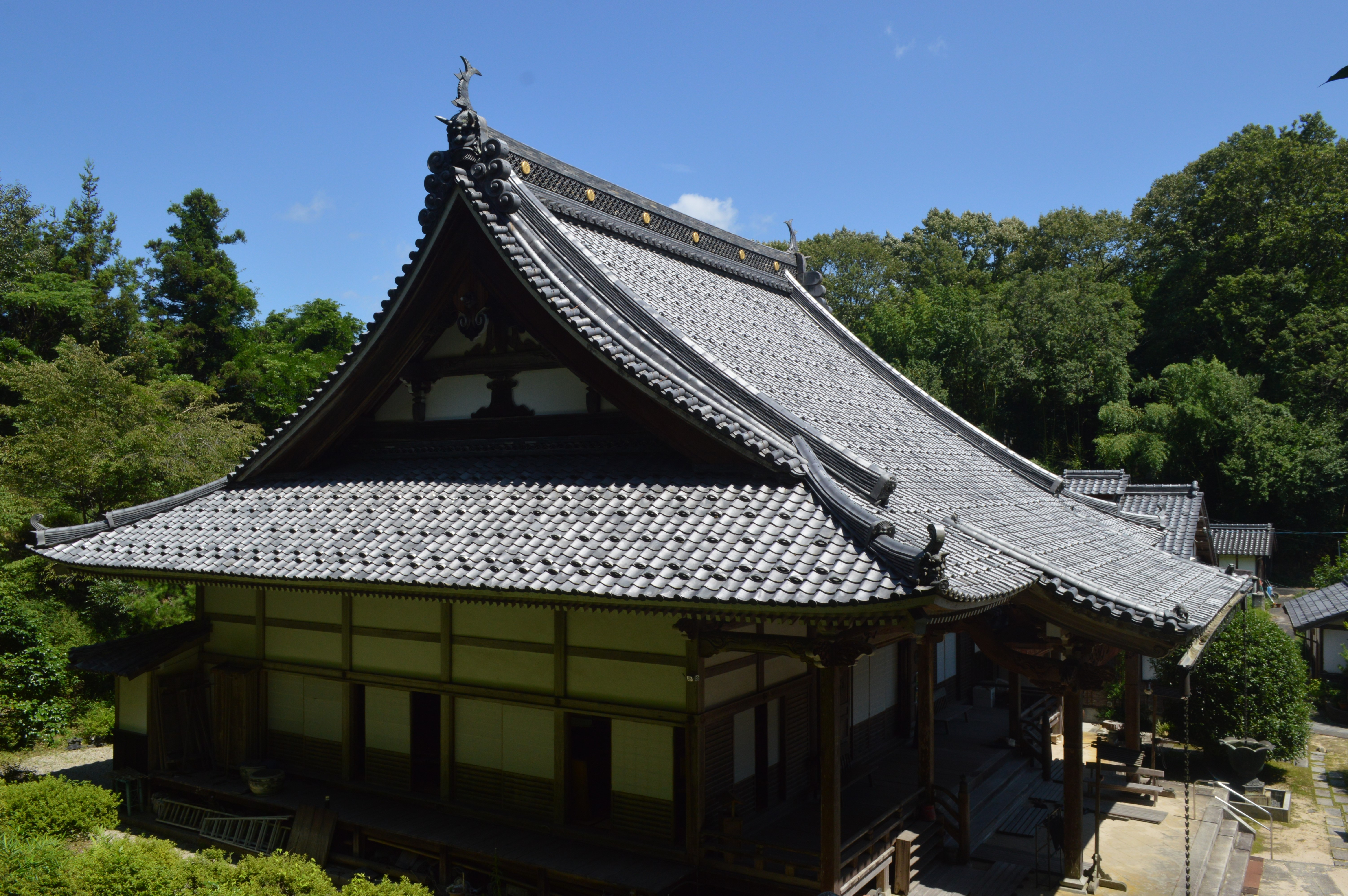
常徳寺
- 大野城址
- 大野劇場 - 劇場・映画館。

- 大野神社
- 常徳寺

## 出身者
- 蒲田善兵衛[2] - 実業家。綿縮緬の製造を考案。
- 小牧源太郎[3] - シュルレアリスム画家。
- 谷口謙[4] - 医師・詩人。